# Jojowings
JOJOWINGS s.r.o. je český letecký výrobce se sídlem v Roudnici nad Labem. Specializuje se na výrobu padáků, bezmotorových i motorových padákových kluzáků, křídla na powerkiting. Byla založena v roce 1992 však konstrukcemi padáků určených pro závěsné létání se věnovala již před rokem 1989. K roku 2007 čítala firma přibližně 20 zaměstnanců.

## Letouny
Jojo Wings vyrábí následující letouny:
- Jojo Addiction
- Jojo Instinct
- Jojo Quest Bi
- Jojo Speedy
- Jojo Yoki